# Вауденберг
Вауденберг (нід. Woudenberg, нід. вимова: [ˈʋʌudə(m)ˌbɛr(ə)x] ( прослухати)) — муніципалітет і місто у Нідерландах, у провінції Утрехт.

## Топографія
Нідерландська топографічна карта муніципалітету Вауденберг, 2013.

## Визначні мешканці
- Ерік Верлінде і Герман Верлінде (нар. 1962) — брати-близнюки, фізики-теоретики в галузі теорії струн
- Рікі ван Волфсвінкел (нар. 1989) — професійний футболіст

## Галерея

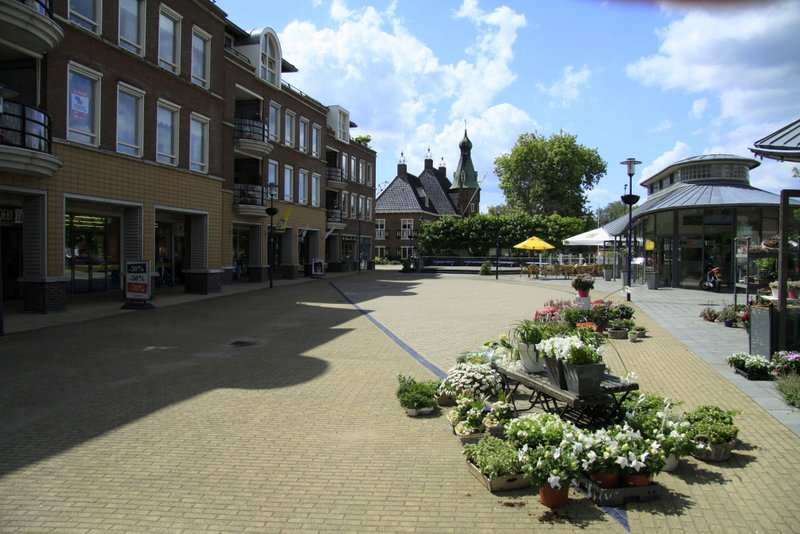
Центр Вауденберга
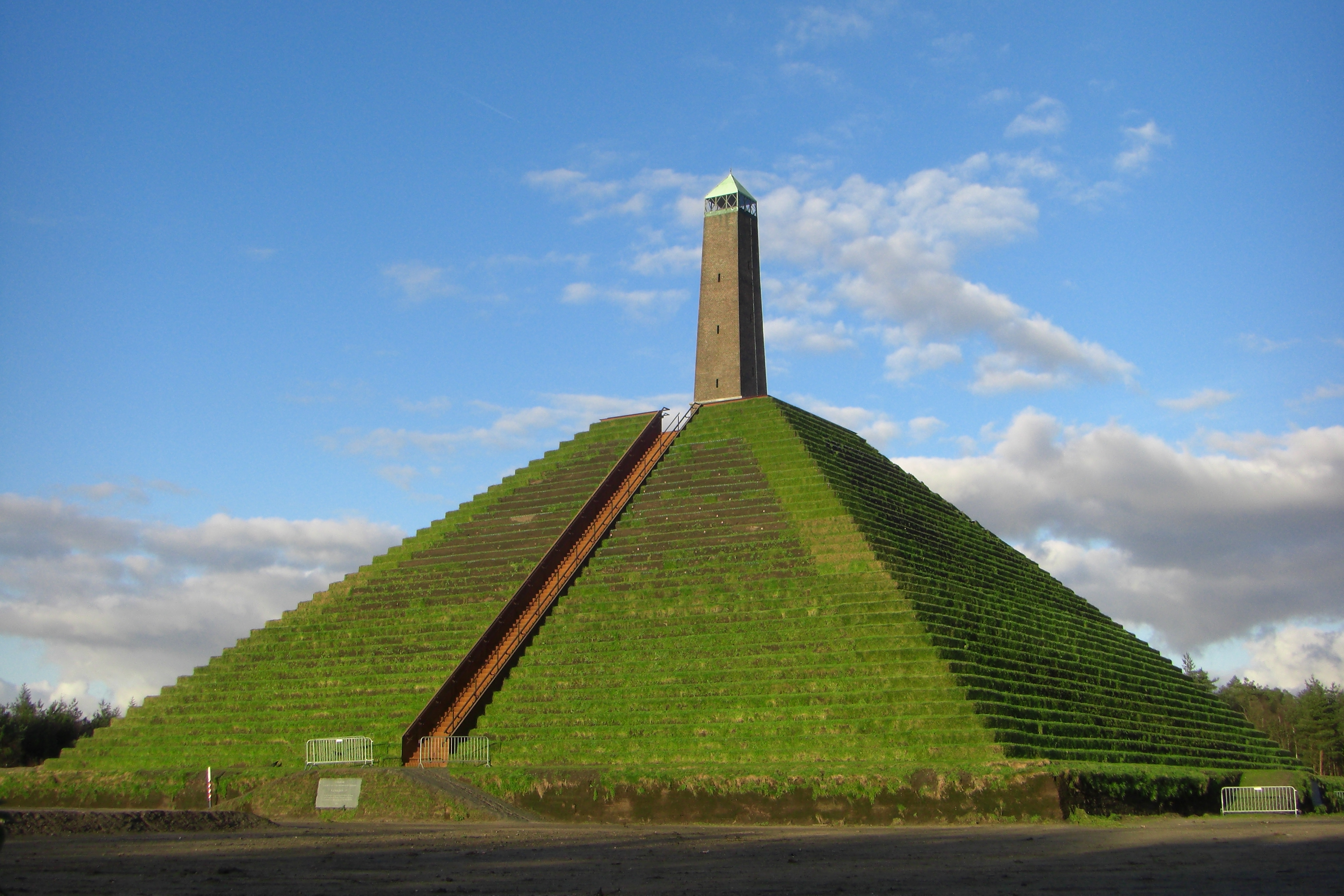
Аустерліцька піраміда
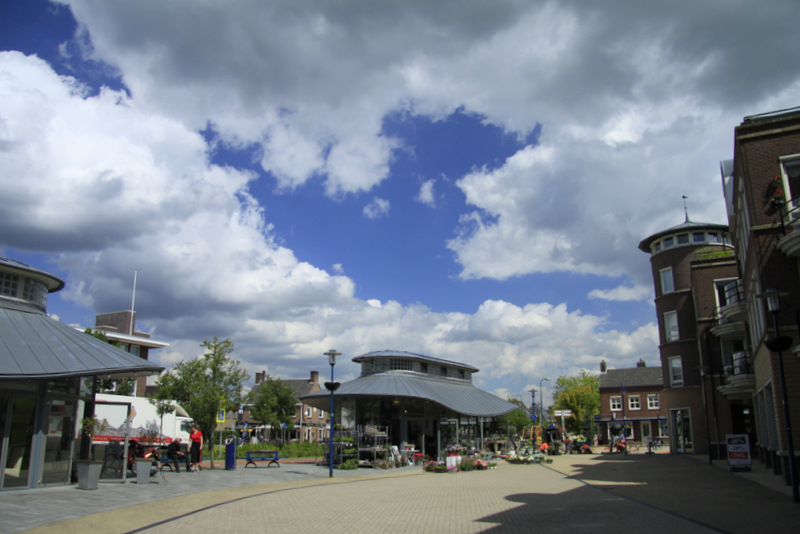
Сучасна частина міста
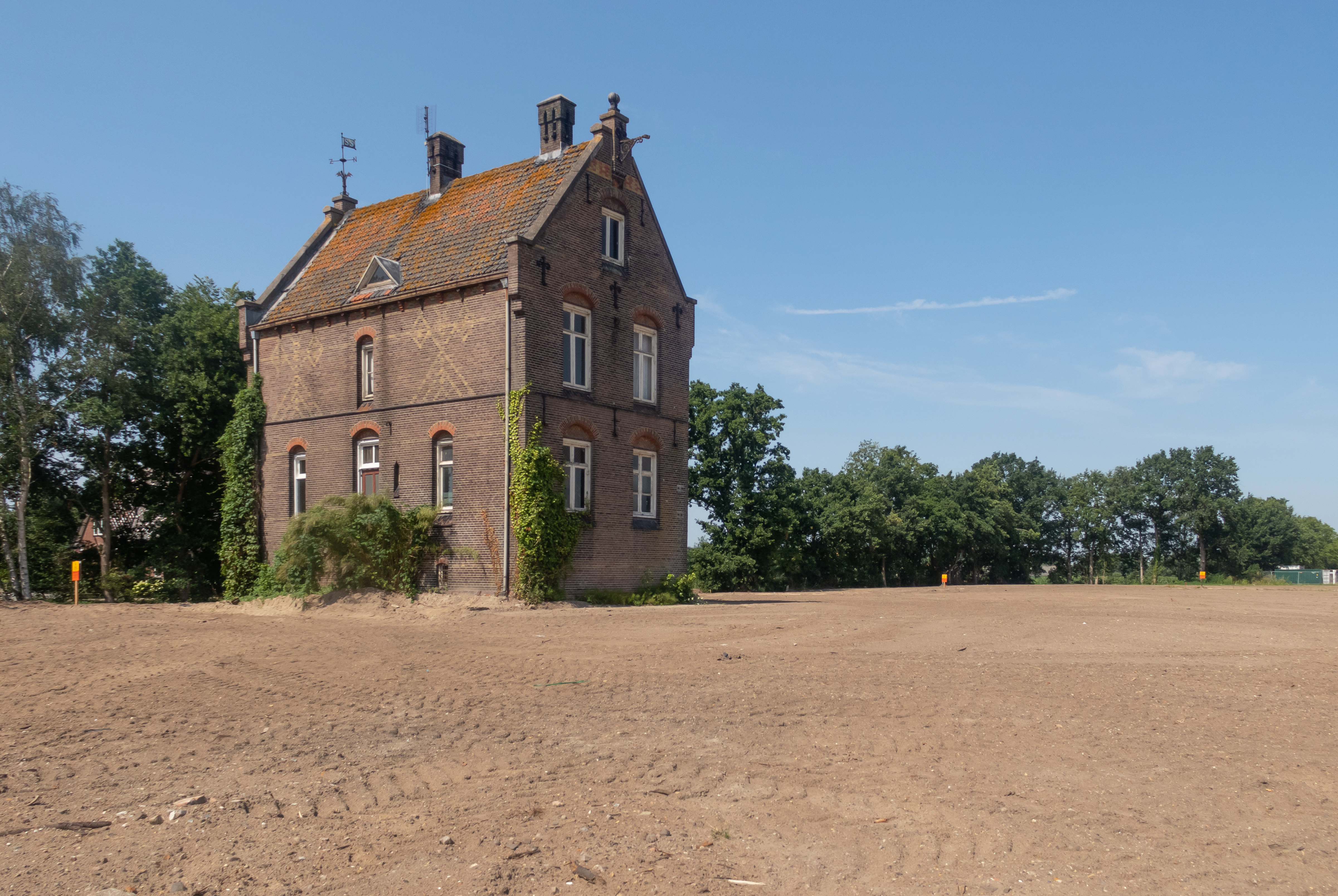
Будинок біля станції